# Брушлинский, Андрей Владимирович
Андре́й Влади́мирович Брушли́нский (4 апреля 1933, Москва — 30 января 2002, Москва) — советский и российский психолог. Исследовал проблемы психологии личности и мышления, взаимосвязи сознания и бессознательного, внутриутробного развития психики. Член-корреспондент АН СССР (1990), академик РАО (1992), лауреат премии Президента Российской Федерации в области образования.

## Биография
Сын философа Владимира Константиновича Брушлинского (1900—1992) и Варвары Платоновны Брушлинской (1899—1987), младший брат математика К. В. Брушлинского. Окончил отделение психологии философского факультета МГУ (1956). Был одним из учеников С. Л. Рубинштейна. По окончании университета пришёл в Сектор психологии Института философии Академии наук СССР, занимал должности научно-технического сотрудника, младшего и старшего научного сотрудника. В 1964 году защитил кандидатскую диссертацию «Исследование направленности мыслительного процесса».
С 1972 года работал Институте психологии АН СССР в качестве ведущего научного сотрудника, руководителя группы по психологии мышления. В 1977 году защитил докторскую диссертацию «Психологический анализ мышления как прогнозирования». С 1984 года руководил Межведомственным семинаром по психологии мышления. В 1989 году был избран, а в 1995 году переизбран на должность директора Института психологии. Заместитель главного редактора журнала «Вопросы психологии» (1981—1987), с 1988 года был главным редактором «Психологического журнала», с 1991 года — член редакционного совета журнала «Синапс», с 1993 года — член редколлегии журнала «Иностранная психология».
Главная тема научной деятельности А. В. Брушлинского — психология личности и мышления человека.
А. В. Брушлинский был членом-корреспондентом АН СССР (1990), действительным членом и одним из учредителей Российской академии образования (1992), Международной академии наук (International Academy of Sciences — International Council for Scientific development, с 1994 г.), Академии гуманитарных наук (1995), Российской академии естественных наук (1996), Международной академии кадров (International Personnel Academy — UNESCO, Council of Europe, с 1997 г.), а также членом Генеральной Ассамблеи Международного Союза психологических наук (International Union of Psychological Sciences, с 1995 г.).
С 1964 по 1983 год являлся заместителем председателя Московского отделения Общества психологов СССР, в 1983—1988 годах — председателем этого отделения, с 1989 года — членом Центрального совета Общества психологов СССР, с 1994 года — членом Президиума Российского психологического общества. С 1994 года входил в состав Научного совета Российского гуманитарного научного фонда.
Супруга — Мелешко Тамара Константиновна (род. 1933 г.), дочь — Екатерина Брушлинская (Ковалева; род.1962).
Убит 30 января 2002 года в результате разбойного нападения. Похоронен на Троекуровском кладбище.

## Основные работы
- «Культурно-историческая теория мышления» (М., 1968)
  - Изд. 2-е, доп. — М.: URSS, 2009. — 116, [1] с.; ISBN 978-5-397-00707-8;
- «Психология мышления и кибернетика» (М., 1970);
- «О природных предпосылках психического развития человека» (М., 1977);
- Мышление и прогнозирование. М., 1979;
- Мышление: процесс, деятельность, общение. М., 1982;
- Психология мышления и проблемное обучение. М., 1983;
- «Философско-психологическая концепция С. Л. Рубинштейна» (М., 1989; в соавт. с К. А. Абульхановой);
- «Мышление и общение» (Минск, 1990; в соавт. с В. А. Поликарповым);
- «Проблемы психологии субъекта» (М., 1994);
- «Субъект: мышление, учение, воображение» (М., 1996);
- «Психологическая наука в России XX столетия: проблемы теории и истории» (М., 1997, редактор);
- «Психология субъекта» (М., 2003);
- Избранные психологические труды / ред.-сост. Т. К. Мелешко-Брушлинская и В. В. Знаков. — М.: Ин-т психологии РАН, 2006. — 621, [1] с. — (Выдающиеся ученые Института психологии РАН / Российская акад. наук, Ин-т психологии).; ISBN 5-9270-0091-6